# Corayawinterkoning
De Corayawinterkoning (Pheugopedius coraya; synoniem: Thryothorus coraya) is een zangvogel uit de familie Troglodytidae (winterkoningen).

## Verspreiding en leefgebied
Deze soort telt 10 ondersoorten:

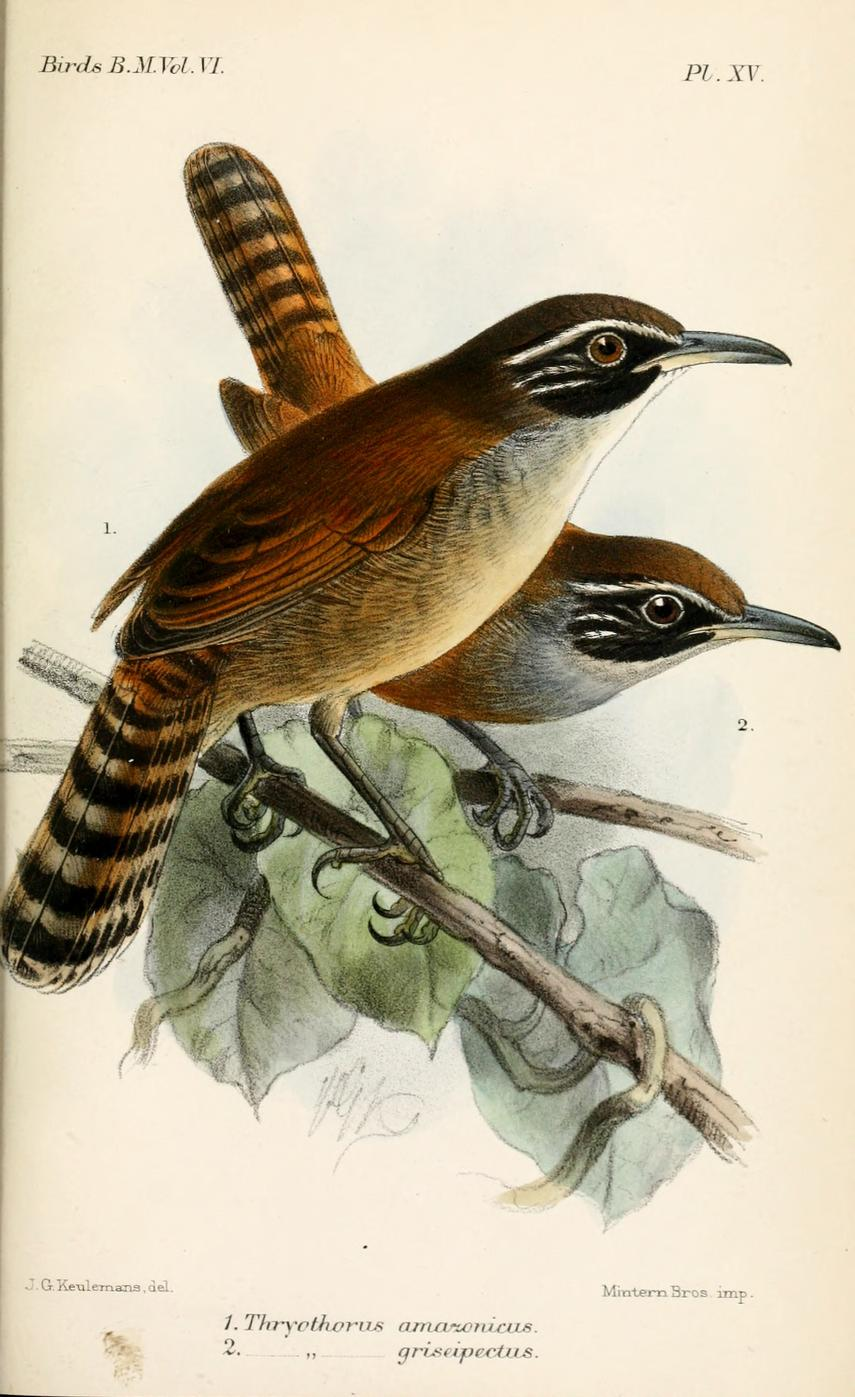

- P. c. obscurus: oostelijk Venezuela.
- P. c. caurensis: oostelijk Colombia, zuidelijk Venezuela en noordwestelijk Brazilië.
- P. c. barrowcloughianus: zuidoostelijk Venezuela.
- P. c. ridgwayi: noordoostelijk en oostelijk Venezuela en westelijk Guyana.
- P. c. coraya: de Guyana's en noordelijk Brazilië.
- P. c. herberti: noordoostelijk Brazilië bezuiden de Amazonerivier.
- P. c. griseipectus: oostelijk Ecuador, noordoostelijk Peru en westelijk Brazilië.
- P. c. amazonicus: oostelijk Peru.
- P. c. albiventris: noordelijk Peru.
- P. c. cantator: centraal Peru.